# 不正防止情報センター
遺品整理不正防止情報センター（いひんせいりふせいぼうしじょうほうせんたー、英:Is-Prevention of illegal conducts）は、遺品整理に関わる不正の情報収集および関係機関への連絡、遺品整理のトラブル防止のため、一般社団法人遺品整理士認定協会が立ち上げたサイトである。

## 団体概要
高齢化の進行、異業種から遺品整理業への新規参入に伴い、「価格の不透明性」「サービス内容の明確性」「業者間との競争」「非合法処理」などの社会問題が多発してきております。これらの防止、トラブル・苦情の報告をするため設立された。

## 活動内容
遺品整理の業務について、業者の不正行為や不当回収・売却、高額請求などのトラブル・問題等のご意見・ご連絡を受け付けている。
また、寄せられた苦情・トラブルについては、関係機関や消費者センターにお話をして、関係機関のご指導のもと、適切な対処に努めている。
遺品整理業界の真の健全化に向け、遺品整理に関するトラブル・問題から、遺族・依頼者の方々を守っていきたいと考えてとのこと。